# Stormyrtjärnen (Burträsks socken, Västerbotten, 716575-170792)
Stormyrtjärnen är en sjö i Skellefteå kommun i Västerbotten och ingår i Rickleåns huvudavrinningsområde.